# Fouke
Fouke – miasto (zał. w 1890) w Stanach Zjednoczonych, w stanie Arkansas, w hrabstwie Miller.